# Белец (Шимский район)
Белец — деревня в Шимском районе Новгородской области в составе Шимского городского поселения.

## География
Находится в западной части Новгородской области на расстоянии приблизительно 5 км на северо-восток по прямой от районного центра поселка Шимск.

## История
Была отмечена на карте 1942 года.

## Население
Численность населения: 12 человек (русские 92 %) в 2002 году, 10 в 2010.